# (73915) 1997 GD43
(73915) 1997 GD43 – planetoida z pasa głównego asteroid okrążająca Słońce w ciągu 3,68 lat w średniej odległości 2,38 j.a. Odkryta 3 kwietnia 1997 roku.